# 永井尚平
永井 尚平（ながい なおひら）は、武蔵岩槻藩の第2代藩主。尚庸系永井家3代。
元禄10年（1697年）、初代藩主（当時は下野烏山藩主）・永井直敬の次男として生まれる。正徳元年（1711年）、父の死去により家督を継いで岩槻藩主となる。このとき、弟の永井直陳に1500石、永井尚方に1000石を分与した。
しかし家督相続から3年後の正徳4年（1714年）8月29日に死去した。享年18。跡を弟で養子の直陳が継いだ。

## 系譜
父母
- 永井直敬（父）
- 永井尚右[1]の娘（母）

養子
- 永井尚陳 ー 実弟